# 1 Księga Królewska

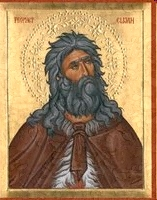
Prorok Eliasz

Pierwsza Księga Królewska [1Krl], Pierwsza Księga Królów (hebr. מלכים א), w Septuagincie Trzecia Księga Królewska jest jedną z ksiąg historycznych Starego Testamentu.
Opowiada o ostatnich dziejach Dawida a następnie o jego synu Salomonie. W niej także zaczyna się uporządkowana chronologicznie historia królestw izraelskiego i judzkiego. W księdze tej jest również opisana budowa świątyni Salomona. Opisuje również rozpad królestwa Narodu Bożego na Judę i Izrael i wynikające z tego wydarzenia, a także dzieje Eliasza.

## Treść 1 Księgi Królewskiej
- Sprawa następstwa po Dawidzie
  - starość Dawida
  - spisek Adoniasza udaremniony przez proroka Natana
  - Dawid mianuje swoim następcą Salomona
  - ostatnia wola i śmierć Dawida
- Rządy Salomona
  - modlitwa Salomona o mądrość
  - wyroki sądowe Salomona
  - ustanowienie administracji państwowej
  - budowa świątyni i innych budowli
  - przeniesienie Arki Przymierza do świątyni
  - poświęcenie świątyni
  - współpraca z Hiramem
  - odwiedziny królowej Saby (zob. też Makeda)
  - niewierność Salomona wobec Jahwe
  - śmierć Salomona
- Rozłam królestwa na Judę i Izrael
  - dziesięć pokoleń odchodzi od Roboama – bunt Jeroboama I
  - zażegnanie wojny bratobójczej
  - wprowadzenie kultu bałwochwalczego przez Jeroboama
  - ołtarz w Betel obłożony klątwą przez proroka
  - ukarane nieposłuszeństwo proroka
- Dzieje królestw do czasów Eliasza
  - schyłek rządów Jeroboama I
  - panowanie Roboama w Judzie
  - Abiasz króluje w Judzie
  - Asa króluje w Judzie
  - Nadab króluje w Izraelu
  - Basza króluje w Izraelu
  - Ela króluje w Izraelu
  - Zimri króluje w Izraelu
  - Omri króluje w Izraelu
  - Achab i kult pogański
- Czasy Eliasza
  - dwuletnia susza w Izraelu
  - wskrzeszenie zmarłego przez Eliasza
  - upomnienie króla Achaba przez Eliasza
  - Sąd Boży nad prorokami pogańskimi
  - koniec klęski suszy
  - ucieczka Eliasza przed Izebel na Horeb
  - Eliasz powołany przez Jahwe do namaszczenia nowych królów i proroka Elizeusza
  - wojny króla Aramu z Achabem
  - zgubny wpływ Izebel na Achaba
  - Eliasz karci Achaba
  - śmierć króla Achaba
  - Jozafat króluje w Judzie
  - Ochozjasz króluje w Izraelu